# Maciste contro il vampiro
Maciste contro il vampiro è un film del 1961 diretto da Giacomo Gentilomo e Sergio Corbucci (non accreditato).

## Trama
Maciste si allontana dal suo villaggio per salvare la vita ad un bambino, quando ritorna scopre che il villaggio è stato distrutto e la sua amata è stata rapita insieme a molte altre donne da una banda. Maciste parte per salvare i prigionieri e si trova a dover affrontare il capo della banda, un essere inumano dotato di capacità sovrannaturali.